# Wojacino
Wojacino (biał. Ваяціна; ros. Воятино) – wieś na Białorusi, w obwodzie witebskim, w rejonie brasławskim, w sielsowiecie Widze.
W Skorowidzu z 1924 wieś występuje pod nazwą Wojacina, a w Skorowidzu z 1933 jako Wojacyny.

## Historia
W czasach zaborów w granicach Imperium Rosyjskiego.
W dwudziestoleciu międzywojennym wieś leżała w Polsce, w województwie nowogródzkim (od 1926 w województwie wileńskim), w powiecie dziśnieńskim (od 1926 w powiecie brasławskim), w gminie Bohiń.
Według Powszechnego Spisu Ludności z 1921 roku wieś zamieszkiwały 74 osoby, wszystkie były wyznania staroobrzędowego i zadeklarowały białoruską przynależność narodową. Było tu 12 budynków mieszkalnych. W 1931 w 14 domach zamieszkiwało 87 osób.
Wierni należeli do parafii rzymskokatolickiej w Wasiewiczach. Miejscowość podlegała pod Sąd Grodzki w Opsie i Okręgowy w Wilnie; właściwy urząd pocztowy mieścił się w Kozianach.